# Krasnogorsk (Sachalin)
Krasnogorsk (russisch Красногорск) ist ein Dorf (bis 2004 Stadt) in der Oblast Sachalin (Russland) mit 2128 Einwohnern (Stand 1. Oktober 2021).

## Geographie
Das Dorf liegt an der Westküste der Insel Sachalin, etwa 170 Kilometer (Luftlinie) nordwestlich der Oblasthauptstadt Juschno-Sachalinsk. Der Ort zum gehört Rajon Tomari, dessen Verwaltungszentrum, die Stadt Tomari, 80 Kilometer entfernt in südlicher Richtung liegt.
Krasnogorsk liegt in einem flachen, aus Nehrungen gebildeten Küstenabschnitt bei der Mündung der Flüsschen Krasnogorka und Ainskaja. Nördlich von Krasnogorsk liegt der etwa 20 km² große lagunenartige, von der Ainskaja gespeiste Ainskoje-See (russisch für „Ainu-See“).

## Geschichte
Der um die Wende zum 20. Jahrhundert unweit der Ainu-Siedlung Raitisi entstandene Ort hieß als Munizipalität gemeinsam mat zwei weiteren nahen Dörfern ab 1922 Mihama-Mura, ab 1938 Chinnai (jap. 珍内町, -chō) gegründet, abgeleitet von den Ainu-Wörtern für „Tal in bergigem Gebiet“. Als Sachalin nach dem Vertrag von Portsmouth, welcher den Russisch-Japanischen Krieg 1904–1905 beendete, zu Japan gehörte. Im Ergebnis des Zweiten Weltkrieges kam die Stadt wieder zur Sowjetunion und erhielt 1947 unter dem heutigen Namen sowjetisches Stadtrecht.
Nachdem die Einwohnerzahl bereits seit den 1950er Jahren kontinuierlich und in den 1990er Jahren erheblich gesunken war, verlor Krasnogorsk 2004 den Stadtstatus und ist seither ländliche Siedlung.

### Bevölkerungsentwicklung
| Jahr | Einwohner |
| ---- | --------- |
| 1897 | 15        |
| 1925 | 1.540     |
| 1935 | 3.218     |
| 1941 | 15.430    |
| 1959 | 8.592     |
| 1970 | 6.969     |
| 1979 | 5.868     |
| 1989 | 5.502     |
| 2002 | 3.611     |
| 2010 | 2.969     |
| 2021 | 2.128     |

Anmerkung: Volkszählungsdaten

## Wirtschaft und Infrastruktur
In Krasnogorsk gibt es forst- und landwirtschaftliche Betriebe.
Durch den Ort führt die Regionalstraße R495, die entlang der Westküste von Cholmsk in nördlicher Richtung über Uglegorsk und Lessogorskoje nach Boschnjakowo verläuft. Nächstgelegene Bahnstation am schmalspurigen Streckennetz Sachalins (Kapspur 1067 mm) ist Iljinsk, etwa 50 Kilometer südlich.